# Superbabies: Baby Geniuses 2
Superbabies: Baby Geniuses 2 ist eine US-amerikanische Komödie aus dem Jahr 2004 bei dem Bob Clark, zum letzten Mal vor seinem Tod, Regie führte. Es ist eine Fortsetzung des 1999 erschienenen Films Baby Geniuses. Superbabies: Baby Geniuses 2 bekam sehr schlechte Kritik und wurde öfters als der schlechteste Film überhaupt betitelt. In der Liste der schlechtesten 100 Filme bei Internet Movie Database belegt er den vierten Platz.

## Handlung
Der Film setzt an die Handlung des letzten Films an, wo vier Babys miteinander kommunizieren können und Geheimnisse austauschen mithilfe ihrer Babysprache. Die Babys kommen mit dem Plan des  Medienunternehmer Bill Biscane in Verbindung, der, wie sich später rausstellt, Babys kidnappt. Superbaby Kahuna erlangte durch Chemikalien in seiner Milch spezielle Kraft und hilft den anderen Babys Biscane aufzuhalten weitere Babys zu kidnappen. Biscanes Plan ist es gewesen, Säuglingen durch Medien eine Gehirnwäsche zu verpassen und somit die Welt zu kontrollieren.

## Auszeichnungen
Bei der Verleihung der Goldenen Himbeere 2005 war die Produktion in vier Kategorien für einen Preis nominiert, u. a. als Schlechtester Film.

## Folgeproduktionen
Bislang entstanden mit Baby Geniuses and the Mystery of the Crown Jewels (2013), Baby Geniuses and the Treasures of Egypt (2014) und Baby Geniuses and the Space Baby (2016) drei weitere Filme der Reihe.